# Bảy Nhu
Bảy Nhu (sinh năm 1926 - 2024), tên thật là Trần Văn Nhu hay Trần Nhu, là một viên cai ngục được xem là nổi tiếng nhất ở nhà lao Cây Dừa (Phú Quốc). Những tù binh Cộng sản nói về ông với những thuật tra tấn tàn bạo với tù nhân Cộng sản tại đây suốt giai đoạn 1967-1973. Mặc dù vậy, cho đến hiện tại, ông vẫn sống tại Việt Nam.

## Bước đầu binh nghiệp
Ông sinh năm 1926 tại quận Cao Lãnh thuộc tỉnh Sa Đéc, từ sau năm 1956 đổi thuộc quận Mỹ An thuộc tỉnh Kiến Phong (nay là huyện Tháp Mười thuộc tỉnh Đồng Tháp). Năm 1946, ông tham gia tổng động viên đi lính cho Quân đội Quốc gia Việt Nam, sau đó tiếp tục phục vụ trong lực lượng quân cảnh của Quân lực Việt Nam Cộng hòa. Đầu năm 1967, khi Trại tù binh Việt Cộng Phú Quốc được thành lập, ông được điều ra đảo Phú Quốc; và ở đó cho đến khi nhà tù giải thể vào năm 1973. Ông được thăng dần đến cấp bậc Thượng sĩ nhất, giữ chức Giám thị trưởng nhà lao Cây Dừa.

## Các đòn tra tấn của Bảy Nhu
Thời gian ông làm cai ngục tại đây, đã cho áp dụng những đòn tra tấn tàn bạo để bẻ gãy ý chí của các tù binh Cộng sản. Hầu hết chúng đều dẫn đến những thương tích cơ thể trầm trọng không thể phục hồi như:
1. Đục răng;
2. Dùng cây sắt nhổ dần từng chiếc răng (dùng gậy đục gãy từng chiếc răng của người tù, rồi bắt họ tự uống máu, tự nuốt răng mình);
3. Đập vỡ mắt cá chân;
4. Dùng giẻ tẩm dầu đốt dương vật;
5. Móc mắt hoặc dùng bóng điện lớn để gần mắt cho đến khi mắt chín nổ "đòm đọp" mới thôi;
6. Luộc người trong chảo nước sôi;
7. Dùng kìm rút móng chân, móng tay;
8. Đóng đinh sắt dọc cơ thể tù nhân;
9. Bắt ốc vít siết hai mảnh ván để ép ngực cho há miệng ra (dùng ván và đinh ốc ép cho vỡ lồng ngực tù nhân);
10. Lùa các tù binh lên máy bay, ném xuống Vịnh Thái Lan.

### Dụng cụ để tra tấn của Bảy Nhu
- "Gậy biệt ly": một cái ống sắt dài.
- "Vồ sầu đời": một cái vồ gỗ lớn.

Trong hồ sơ của Trại tù binh Cộng sản Phú Quốc, hiện còn lưu giữ hồ sơ về 24 ngón đòn tra tấn được các cai ngục thường xuyên sử dụng, trong đó phần nhiều được cho là do Thượng sĩ Bảy Nhu nghĩ ra.
Thượng sĩ Bảy Nhu còn được cho là người chịu trách nhiệm về nhiều hành vi ngược đãi tù binh, đặc biệt là hành động ra lệnh bắn đạn cối vào trại tù binh.

## Cuộc sống sau chiến tranh
Sau khi trại tù binh bị giải thể và các tù binh được trao trả theo Hiệp định Paris 1973, Thượng sĩ Bảy Nhu vẫn tiếp tục ở lại đảo. Sau khi những người Cộng sản giành lại quyền kiểm soát toàn bộ lãnh thổ Việt Nam, ông bị chính quyền Việt Nam tập trung đi học tập cải tạo từ ngày 14 tháng 5 năm 1975. Năm 1979, ông được trả tự do sớm hơn 2 năm vì "nhờ tinh thần cải tạo tốt".
Được cho là phải chịu trách nhiệm trong các hành vi ngược đãi và tra tấn tù nhân ở trại tù binh Phú Quốc, mặc dù vậy, chính quyền mới cũng như các tù binh còn sống sót không tìm cách đáp trả những hành vi của ông trước đây. Một số còn đến thăm và chụp ảnh chung với ông như một bằng chứng kỷ niệm về thời kỳ làm tù binh cũng như biểu hiện cho sự hòa giải hận thù quá khứ.

## Đời tư
Tuy chỉ là một Trung sĩ Nhất, nhưng lúc còn làm Giám trị trưởng, ông được hưởng lương khá cao, tương đương 14 cây vàng/tháng vào thời bấy giờ. Ông có hai người vợ. Người vợ cả của ông sinh năm 1930, từng sống tại Sài Gòn thời gian ông làm ở trại tù Phú Quốc. Người vợ thứ hai từng làm tiếp phẩm, bán buôn phục vụ trong nhà tù. Bà qua đời tại Kiên Giang trong thời gian ông đi cải tạo.
Hiện tại ông sống với người vợ cả tại một khu đồi hẻo lánh ngoài đảo Phú Quốc. Ông sống biệt lập, ăn chay trường, nhang khói niệm Phật như một hành động chuộc lỗi những hành vi của mình trong quá khứ.